# Nivelon de Chérisy
Nivelon de Chérisy, auch de Quierzy genannt (* im 12. Jahrhundert; † 13. September 1207 in Bari) war Bischof von Soissons. Er war ein Sohn des Sire Gérard II. von Chérisy und der Agnes von Longpont.
Nivelon wurde am 9. August 1175 zum Bischof von Soissons ernannt. Im folgenden Jahr begann er mit dem Bau der Kathedrale Saint-Gervais-et-Saint-Protais. Im Jahr 1179 nahm er am dritten Laterankonzil teil. Zwischen dem französischen König Philipp II. August und dem römischen König Philipp von Schwaben führte er 1198 Bündnisverhandlungen zum Zwecke einer Allianz gegen Richard Löwenherz und Otto von Braunschweig.
Ab 1202 nahm Nivelon am vierten Kreuzzug teil. Zusammen mit dem Bischof von Halberstadt war er der ranghöchste Geistliche in diesem Unternehmen. Nach der Eroberung von Zara reiste er nach Rom, wo er vergeblich versuchte, ein Einverständnis des Papstes für einen Zug gegen Konstantinopel zu erwirken. Nach der Eroberung der Hauptstadt des byzantinischen Reichs krönte er am 16. Mai 1204 den Grafen Balduin IX. von Flandern in der Hagia Sophia zum ersten lateinischen Kaiser von Konstantinopel. Während der Eroberung dieser Stadt durch die Kreuzfahrer hatte er sich mehrere Reliquien angeeignet, die er nach Frankreich bringen ließ. Darunter befanden sich zwei Stücke vom wahren Kreuz, eine Dorne der Dornenkrone, den Schädel Johannes des Täufers, einen Ellenbogen des heiligen Stephanus sowie ein Tuch Christi, das am letzten Abendmahl benutzt wurde. Nach der Niederlage in der Schlacht von Adrianopel 1205 kehrte Nivelon nach Frankreich zurück, um dort neue Ritter für ein Engagement in Griechenland anzuwerben.
Er starb auf seiner zweiten Reise in den Osten in Apulien und wurde in der Kathedrale San Nicola in Bari bestattet.